# Станіслав Пахоловицький
Станіслав Пахоловецький (біл. Станіслаў Пахалавецкі; пол. Stanisław Pachołowiecki) — королівський секретар і картограф  Стефана Баторія.
Активна картографічна діяльність Пахоловецького припадає на час полоцького походу Стефана Баторія 1579 року, в результаті він створив ряд карт і замальовок укріплень Полоцької землі. Йому належать: карта Полоцького воєводства, плани  російських фортець (разом зі Станіславом Сулимівським), взятих королем, в тому числі два докладних плани  облоги Полоцька.
Карти і плани Пахоловецького — одні з перших творів військової картографії  Великого князівства Литовського і  Речі Посполитої, становлять великий інтерес для історії архітектури і  фортифікації.
До наших днів малюнки російських фортець дійшли завдяки гравюрам, зробленим з них  Дж. Б. Кавальєрі в Римі в 1580 році.

## Галерея

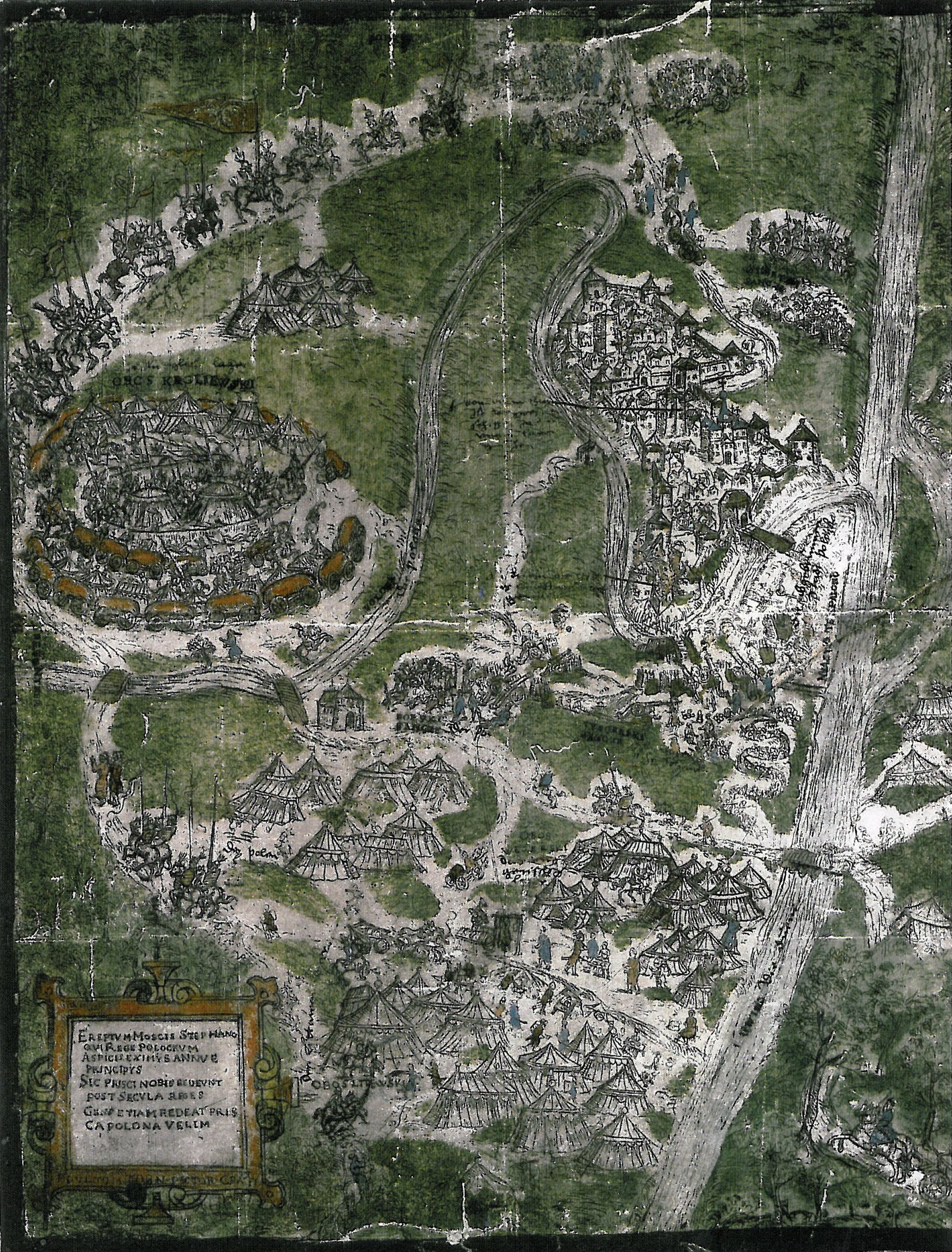
Облога Полоцька військами Стефана Баторія в 1579 р., акварель.
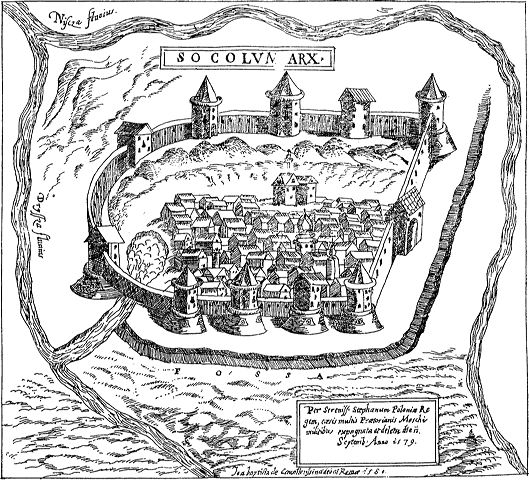
Замок Сокол в 1579 р., гравюра Дж. Б. Кавальєрі
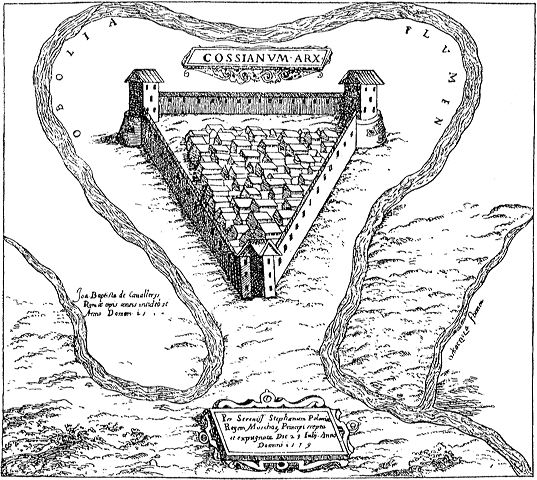
Козьянський замок в 1579 р., гравюра Дж. Б. Кавальєрі